# 오세조
오세조(吳世祚, 1953년 2월 19일 ~)는 대한민국 연세대학교 경영대학 명예교수이다.

## 학력
- 미국 신시내티 대학교 경영학 박사(1987)
- 서울대학교 대학원 경영학 석사(1980)
- 연세대학교 경영학 학사(1975)
- 경복고등학교 졸업(1971)

## 교육 경력
- 연세대학교 국제캠퍼스 부총장/총괄본부장(2014-2015)
- 연세대학교 미래교육원 원장(2013-2014)
- 연세대학교 경영연구소 소장(2004-2005)
- 연세대학교 경영학과장(1998-2000)

## 학술관련 경력
- 現 (사)한국유통물류정책학회 회장
- 現 Journal of Business to Business Marketing 편집위원
- 한국 유통학회 회장(2002년)
- 한국경영학회 상임이사(1992년)

## 기타 경력
- 現 학교법인 문흥학원 이사
- 現 한국프랜차이즈산업협회 고문

## 수상 경력
- 녹조근정훈장 수상(2018)
- 제20회 한국유통대상 산업통상자원부장관상 수상(2015)
- 중앙일보/이코노미스트 '2015 대한민국 경제리더' 글로벌경영부문 수상(2015)
- 매경닷컴 '2015 대한민국 최고의 경영대상' 리더십경영 부문 수상(2015)
- 중소기업 CEO인재 육성으로 노동부장관상 수상(2009)
- 저서 [시장지향적 유통관리]로 매일경제신문 언론문화재단 주최의 정진기언론 문화상 수상(1997)
- American Marketing Association에서 수여하는 최우수논문상인 Best Paper Award 수상(1987)

## 주요 교육 및 연구 분야
- 경영혁신
- 마케팅
- 유통관리
- 소매경영
- 프랜차이즈 관리